# Johann von Lehwaldt

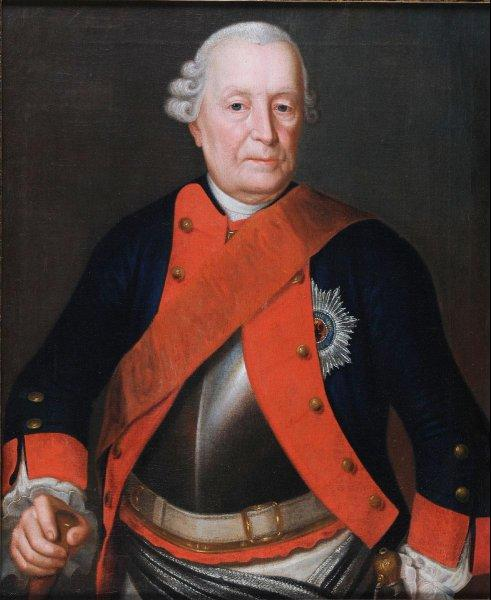
Johann von Lehwaldt, Altersporträt, von Leonhard Schorer

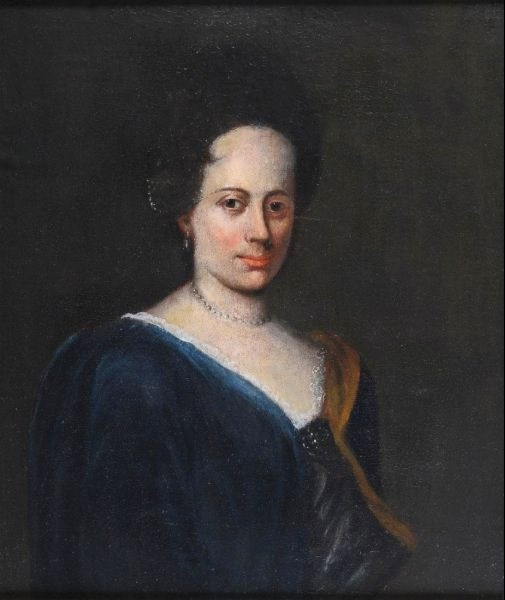
Elisabeth Charlotte von Lehwaldt, geborene von Seydel, erste Ehefrau

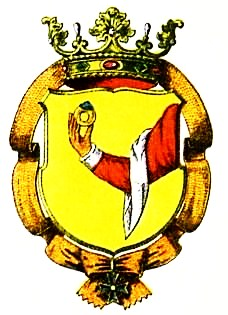
Persönliches Wappen als Ritter des Ordens vom Schwarzen Adler

Johann von Lehwaldt (* 24. Juni 1685 in Legitten, Landkreis Labiau; † 16. November 1768 in Königsberg) war seit dem 22. Januar 1751 preußischer Generalfeldmarschall.

## Biographie
Johann von Lehwaldt stammte aus dem alten, ursprünglich Lausitzer Adelsgeschlecht von Lehwald, sein Vater war der preußische Capitain Georg Christoph von Lehwaldt († 1694).  Seine Mutter Marie Esther kam aus der altpreußischen Familie der Freiherrn von der Trenck. Die militärische Laufbahn Lehwaldts begann 1699, als er in das Bataillon „Weiße Grenadier-Garde“ eintrat. Seit dem Sommer 1702 nahm er an dem Spanischen Erbfolgekrieg teil. Seine Feuertaufe erlebte er im September bei der Belagerung von Venlo. Da seine Einheit im Frühjahr 1704 nach Süddeutschland kam, kämpfte Lehwaldt in der Schlacht von Höchstädt. Am 16. September erhielt er die Beförderung zum Fähnrich. Vom 29. September bis zum 6. Oktober war er bei der Belagerung von Hagenau eingesetzt.
Lehwaldt wurde am 4. Februar 1744 der Schwarze Adlerorden verliehen, bereits 1742 hatte er den Pour le Mérite erhalten.
Im Siebenjährigen Krieg (1756–1763) gehörte Lehwaldt zu den bedeutenden Heerführern Preußens. Friedrich II. beauftragte den erfahrenen Offizier, Ostpreußen gegen die Russen zu verteidigen. Ihm stand für diese Aufgabe lediglich eine Armee von 28.000 Mann zur Verfügung. Die Russen unter Feldmarschall Stepan Fjodorowitsch Apraxin versuchten ihre große Übermacht zu nutzen, die Preußen zu stellen und einzukreisen. Diesem Plan konnte sich Lehwaldt jedoch entziehen. Dabei halfen ihm die logistischen Probleme, die bei den Russen immer deutlicher zu Tage traten. Ziel der russischen Operation wurde schließlich die Einnahme von Königsberg. Um dies zu verhindern, griff Lehwaldt auf Anweisung seines Königs die 55.000 Russen am 30. August 1757 bei Groß-Jägersdorf an. Die Preußen kämpften tapfer, konnten auch einige Erfolge erzielen, mussten sich der Übermacht aber schließlich beugen. Die Russen konnten ihren Sieg jedoch nicht ausnutzen, da ihr Versorgungsproblem immer noch nicht gelöst war. Politische Querelen in Russland führten dazu, dass Apraxins Armee Anfang September unverrichteter Dinge wieder abmarschierte. Der preußische Angriff hatte sein Ziel somit doch noch erreicht.
Aufgrund seiner angeschlagenen Gesundheit wurde Lehwaldt nach Berlin versetzt, wo er 1759 Gouverneur der Stadt wurde. Am 3. Oktober 1760 verteidigte der 75-jährige Lehwaldt erfolgreich die Hauptstadt gegen den Angriff des russischen Korps unter Gottlob Heinrich von Tottleben, musste jedoch am 9. Oktober vor den durch ein österreichisches Corps verstärkten Russen kapitulieren (Russische Besetzung Berlins). 1762, nach dem Abzug der Russen aus Ostpreußen, wurde er erneut zum Gouverneur dieser Provinz und blieb in diesem Amt bis zu seinem Tod. Er erhielt ein Grabmal in der Kirche von Juditten.

## Familie
Er war zweimal verheiratet. Seine erste Frau war Elisabeth Charlotte von Seydel, verwitwete von Runkel. Nach ihrem Tod heiratete er am 27. März 1749 im Königsberger Schloss Sophie von Buddenbrock (1699–1773) die Witwe von Erhard Ernst von Röder und Tochter des Generalfeldmarschall Wilhelm Dietrich von Buddenbrock. aus der ersten Ehe gingen folgende Kinder hervor:
- Marie Charlotte (1715–1774)

⚭ Otto Günther von Hertzberg († 1756), preußischer Kapitän
⚭ Friedrich von Wegier († 1766), preußischer Kapitän
- Johanna Juliane ⚭ Hans Sigismund von Hagen (1702–1756)
- Henriette Wilhelmine ⚭ Friedrich Wilhelm von Arnstedt, preußischer Major
- Albertine Luise ⚭ Christoph Ernst Schach von Wittenau (* 1701)[3], preußischer Oberst
- ein Sohn (1729–1737)